# Limba scots
Limba scots (scoțiană de jos, scots, lallands, lowland scots) este o limbă germanică vorbită pe teritoriul Scoției și Irlandei de Nord. Are în jur de 1,5 milioane de vorbitori, dar nu are un statut al limbii oficiale. Scots s-a dezvoltat din engleza veche.